# Білл Барретт (плавець)
Білл Барретт (англ. Bill Barrett, 1 січня 1960) — американський плавець.
Призер Чемпіонату світу з водних видів спорту 1982 року.
Призер Панамериканських ігор 1983 року.